# Gonzalo Castro
Gonzalo Castro Randón (Wuppertal, Németország, 1987. június 11. –) német válogatott labdarúgó.

## Klub karrierje

### Ifjúsági csapatok
Castro a németországi Észak-Rajna-Vesztfália tartományban fekvő Wuppertalban, spanyol szülők gyermekeként született. Gyerekkorától fogva focizott, első klubja a Post SV Wuppertal volt, majd 1999-ig a Bayer Wuppertalt erősítette. Ekkor, 12 évesen, a patinás Bayer Leverkusen kötelékébe került, az ifjúsági csapataikban 5 évet töltött.

### Bayer Leverkusen
2005. január 23-án, mindössze 17 évesen mutatkozott be először a Bayer Leverkusen felnőttcsapatában: egy Hannover elleni nyertes bajnokin kapott 10 percet. A tavaszi szezon során nemcsak csereként, de többször kezdőként is pályára léphetett és két gólpasszt is jegyzett védekező középpályásként. Ezenfelül a Bajnokok Ligájában is bemutatkozhatott: március 9-én 20 percet játszott a későbbi győztes Liverpool ellen. A 2005-2006-os Bundesliga szezont jól kezdte, rendre a kezdőcsapatban kapott helyet. Ám tavasztól egyre kevésbé számítottak rá a felnőtt csapatban, inkább a Regionalliga Nordban szereplő Leverkusen II-ben játszatták. A következő idényben sikerült visszatérnie, a Klaus Augenthaler helyére érkező edző, Michael Skibbe új poszton küldte pályára: jobbhátvédként.

2006-tól stabil kezdőként játszott a jobb szélen. Első Bundesliga gólját az Alemannia Aachen ellen szerezte 2006. augusztus 12-én. 2009 májusában végigjátszotta a Német kupa döntőjét, melyet a Bayer 04 1:0-ra elbukott a Werder Bremen ellen.  Egy évvel később megszerezte első gólját az Európa Ligában. A play-off körben a Tavrija Szimferopol hálójába talált be idegenben. 2011-ben Jupp Heynckes kivonta a védelemből és szélsőként kezdte játszatni. A 2011-12-es szezontól kezdve Castro elsősorban szélső támadóként lépett pályára. Később, Lewandowski és Hyypiä edzősége alatt gyakran játszott támadó/szervező középpályást. A 2013/14-es idényben 5 gólja mellett tíz gólpasszig jutott, mely eddig egyéni legjobbja.
2021. december 21-én aláírt az Arminia Bielefeld csapatához. 2022 szeptemberében bejelentette visszavonulását.

## Válogatottság
Castro szülei révén a német mellett spanyol állampolgár is. Több ifjúsági tréningen vett részt a Spanyol labdarúgó-szövetség szervezésében, de egy tornán sem lépett pályára. "Gonzo" 18 évesen a német ifjúsági válogatottak mellett döntött. 19 évesen már tagja volt az Eb-re is kijutó német U21-es válogatottnak, de már a csoportkörben búcsúzniuk kellett. Azonban 2009-ben nem csak túlélték a csoportkört, de az Eb-t is megnyerték. Castro a torna során rendre a kezdőcsapatban kapott helyet, ezenfelül góllal és gólpasszal vette ki a részét az Anglia elleni 4:0-s győzelemből a döntőben.

Joachim Löw 2007. március 24-én behívta a felnőtt válogatott keretébe, de nem lépett pályára a Csehország elleni Eb-selejtezőn. Erre csak 4 nap múlva került sor, amikor egy Dánia elleni barátságos mérkőzésen a 71. percben klubtársát, Simon Rolfest váltotta.